# ۸۴۷ (قمری)
۸۴۷ (قمری)، هشتصد و چهل و هفتمین سال در گاهشماری هجری قمری است. اول محرم این سال برابر با دهم مه سال ۱۴۴۳ میلادی است.